# Chiesa di Santa Maria Immacolata a Grottarossa
La chiesa di Santa Maria Immacolata a Grottarossa è un luogo di culto cattolico di Roma situato in zona Grottarossa, in via Flaminia.

## Storia

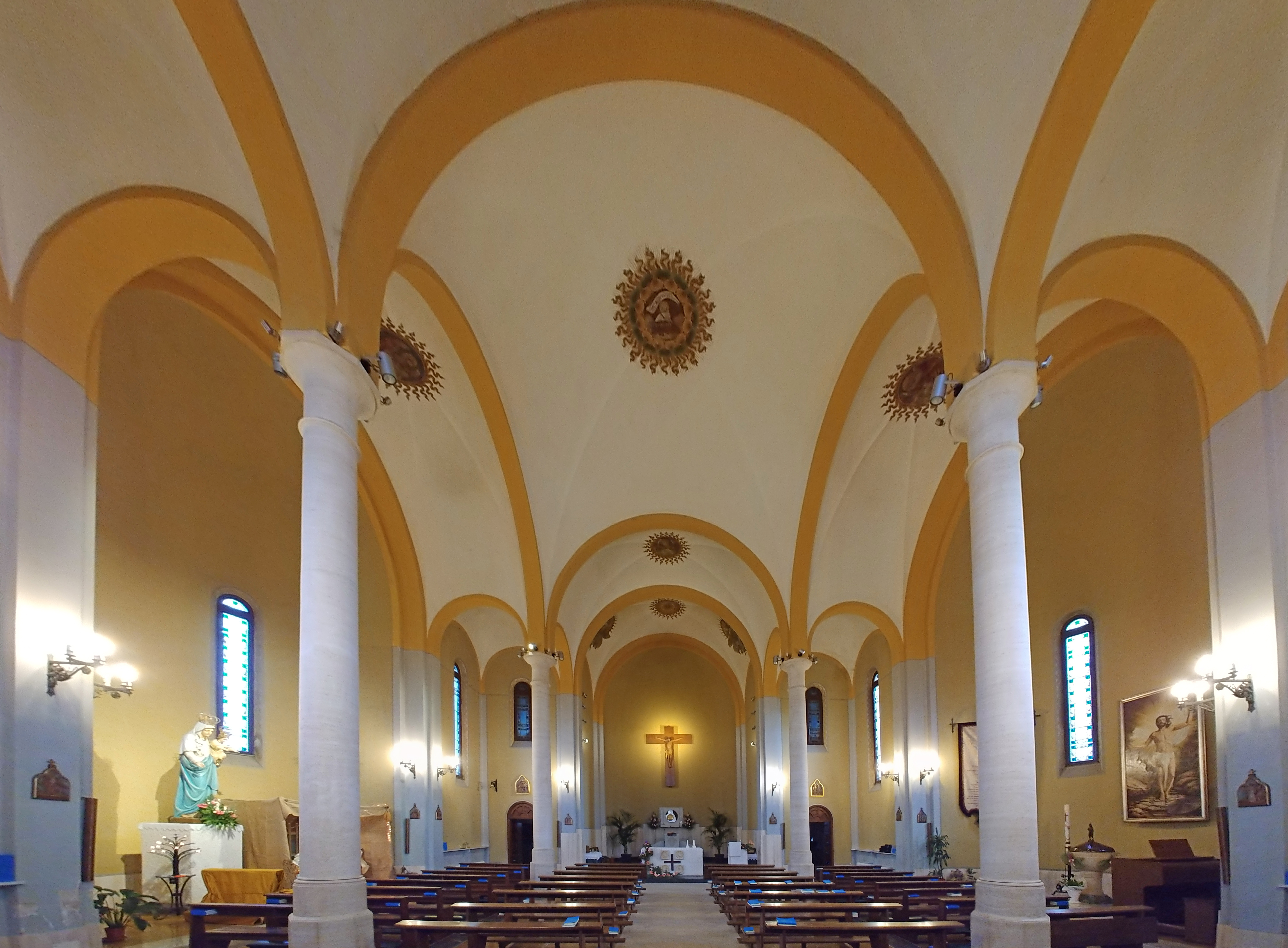
L'interno

Essa fu costruita nel 1935 da Ettore Molinario per venire incontro alle esigenze spirituali di tutti i lavoratori della allora azienda agricola che ha dato origine al borgo di Grottarossa. Sorge lungo la Via Flaminia, "ad Saxa Rubra", dove, nell'anno 312, avvenne la storica battaglia tra gli eserciti di Costantino I e Massenzio. Il 2 novembre 1986 la chiesa ha ricevuto la visita di papa Giovanni Paolo II, che in quell'occasione incoronava solennemente una nuova effigie della Madonna Immacolata.
La chiesa è sede parrocchiale, istituita il 4 giugno 1937. Essa inoltre è sede del titolo cardinalizio di "Immacolata Concezione di Maria a Grottarossa", istituito da Giovanni Paolo II il 3 maggio 1985 con la bolla Purpuratis Patribus.